# A Pesada
A Pesada é uma escola de samba de Corumbá, fundada em 1970 por integrantes dos bairros Beira-Rio e Borrowski, sobretudo da família Colombo, que até hoje, mantém a escola em funcionamento

## História
A escola, juntamente com a Vila mamona são as únicas a desfilarem em todos os carnavais com desfiles de escolas de samba desde suas fundações. 2009, com o  o enredo "Exaltação à Cultura - Um Tributo a Monteiro Lobato, Nascimento, Vida e Obra", sagrando-se campeã do Grupo de Acesso com 239,9 pontos, voltando ao Grupo Especial em 2010, a agremiação tem um "ponto de virada", deixando de ser uma mera espectadora das brigas pelo título para adentrar no rol das escolas mais fortes da cidade.
De volta a divisão principal do carnaval em 2010, a escola manteve a linha literária, apresentando a obra de Júlio Verne como tema de seu carnaval, obtendo a terceira colocação e a permanência no mesmo grupo.
Em 2011, A Pesada conquistou a terceira colocação no Grupo Especial,com 172 pontos,  quando colocou na avenida cerca de 1.300 componentes.
Em 2012 com um enredo curioso e inusitado, intitulado "A Bruxa está solta no casamento da Barata e do Ratão". A agremiação traz como enredo uma fábula infantil, levanta o público, mas comete erros técnicos que impedem a escola de alçar posições melhores.
Em 2013, A Pesada levou mais uma vez um enredo infantil. Com "Alice leva A Pesada para uma viagem encantada ao Mundo das Maravilhas", a agremiação conquistou seu 3° título no Carnaval de Corumbá. Com alegorias grandiosas, a escola de samba fez uma ode à leitura no interessante enredo que viajou pelo universo da literatura infantil. Agremiação levou 1.200 componentes para a avenida, distribuídos em 16 alas. A bateria, marca inconfundível da escola, desceu com 130 ritmistas com a fantasia "Os Homens de Lata" e deu um verdadeiro show, fez evoluções ao longo da Avenida, recuo e incontáveis "paradinhas", deixando o samba apenas ao som do cavaco e das potentes vozes dos componentes da escola.
Em 2014 a escola fatura o bicampeonato, mas em 2015 sofre um importante revés com o enredo dos brinquedos: é rebaixada ao Grupo de Acesso, o que provoca grande revolta entre os torcedores. Em 2016 a agremiação resolve falar sobre a mística do 7 com um samba sugestivo sobre a situação da escola: "vou voltar a sorrir..." e, de fato, consegue retornar ao Grupo Especial do Carnaval Corumbaense. Dali por diante, a escola começa o seu caminho para retomar o lugar de destaque, até que em 2019 e 2020 a agremiação faz dois desfiles de muito luxo e técnica para faturar mais um bicampeonato

## Segmentos

### Presidentes
| Nome               | Mandato        | Ref.  |
| ------------------ | -------------- | ----- |
| Neidivaldo Colombo | ? - atualidade | [ 2 ] |

### Casal de Mestre-sala e Porta-bandeira
| Ano  | Nome              | Ref.  |
| ---- | ----------------- | ----- |
| 2016 | Helinho e Tatiane | [ 2 ] |
| 2017 |                   |       |
|      |                   |       |
| 2019 | Fran e Juninho    |       |
| 2020 | Fran e Val        |       |

## Carnavais
| Ano  | Colocação   | Grupo    | Enredo | Carnavalesco            | Intérprete                                        | Ref.          |
| ---- | ----------- | -------- | --- | ----------------------- | ------------------------------------------------- | ------------- |
| 2009 | Campeã      | Acesso   | Exaltação à Cultura - Um Tributo a Monteiro Lobato, Nascimento, Vida e Obra                                                |                         |                                                   | [ 5 ]         |
| 2010 | 3° lugar    | Especial | Viajar é preciso; em sonho ou ilusão, o importante é que eu viajei                                                         |                         |                                                   | [ 6 ]         |
| 2011 | 3° lugar    | Especial | A Pesada vem desvendar os mistérios das quatro estações                                                                    |                         |                                                   | [ 7 ]         |
| 2012 | 3° lugar    | Especial | A Bruxa está solta no casamento da Barata e do Ratão Compositor:Paulo César "Uig"                                          | Betinho                 |                                                   | [ 8 ]         |
| 2013 | Campeã      | Especial | Alice leva A Pesada para uma viagem encantada ao Mundo das Maravilhas                                                      |                         | José Cosme                                        | [ 9 ] [ 10 ]  |
| 2014 | Campeã      | Especial | Ney Colombo - O último dos Moicanos no Carnaval Corumbaense                                                                |                         |                                                   | [ 11 ] [ 9 ]  |
| 2015 | 5º lugar    | Especial | De Casimiro de Abreu a Ataulfo Alves “Saudades da minha infância querida - Aurora da minha vida, eu era feliz e não sabia” |                         |                                                   | [ 12 ] [ 13 ] |
| 2016 | Campeã      | Acesso   | Pintando o 7 | Betinho e Marcos Rorras |                                                   | [ 14 ] [ 2 ]  |
| 2017 | 4º lugar    | Especial | De Cabral ao atual, um Brasil sem igual. “Cultura, dança e miscigenação, assim surge a arte popular"                       | Betinho                 | Braguinha                                         |               |
| 2018 | Vice-Campeã | Único    | Cidade Dom Bosco, o reino do amor.                                                                                         | Marcos Rorras           | Ninho Samba Bom                                   |               |
| 2019 | Campeã      | Único    | São Jorge, o Santo guerreiro da fé                                                                                         | Marcos Rorras           | Denílson, Zeca e Lilico                           |               |
| 2020 | Campeã      | Único    | Jubileu de Ouro do Grêmio Recreativo Escola de Samba A Pesada                                                              | Marcos Rorras           | Zeca da Pesada, Lilico, Robô, Miltinho e Lauriney |               |

## Prêmios
- Esplendor do Samba - Ala das Baianas - 2012.[15]
- Esplendor do Samba - Melhor intérprete - 2013.[10]